# Austrodrillia secunda
Austrodrillia secunda är en snäckart som beskrevs av Powell 1965. Austrodrillia secunda ingår i släktet Austrodrillia och familjen Turridae. Inga underarter finns listade i Catalogue of Life.